# Estemmenozuch
Estemmenozuch (Estemmenosuchus – "koronowany krokodyl") – rodzaj terapsyda z podrzędu dinocefali, żyjącego w środkowym permie (ok. 270 milionów lat temu) na terenie dzisiejszej Rosji.

## Szczątki
Szczątki tego zwierzęcia odkryto na obszarze Kraju Permskiego. Zalegały w skałach utworzonych na terenach podmokłych. Towarzyszyły im kości drapieżnych terapsydów: eotytanozucha i Biarmosuchus.

## Budowa
Estemmenozuch był zwierzęciem dużym, wielkości dzisiejszych nosorożców. Miał około 4 metrów długości i 2 metry wysokości. Jego kończyny rozchylały się lekko na boki. Czaszka mierzyła od 45 do 81 centymetrów długości. Charakterystyczną cechą był zestaw nietypowych wyrostków na głowie, rozchodzących się ku górze i na boki, przez co głowa tego terapsyda przypominała głowę styrakocefala. Podobieństwo jest jednak powierzchowne, gdyż rogi u obu rodzajów utworzone są przez inne kości. Estemmenozuch posiadał zestaw skierowanych do przodu dłutowatych zębów przednich oraz duże kły. Zęby policzkowe były niewielkie. Skamieniałe fragmenty skóry wskazują na to, że była gładka i pozbawiona łusek.

## Dieta

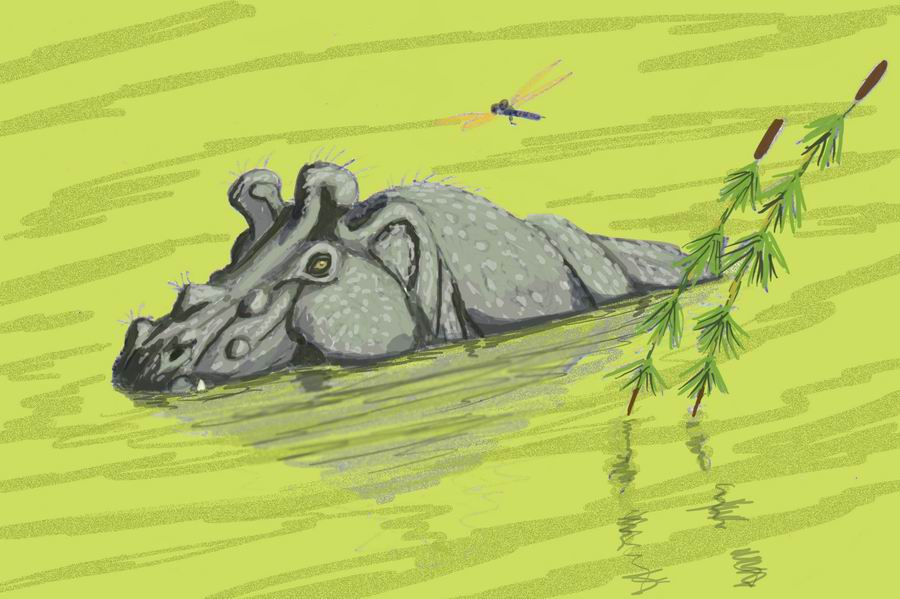
Estemmenozuch

Według większości badaczy estemmenozuch był zwierzęciem roślinożernym, żywiącym się sagowcami, skrzypami i roślinami iglastymi i stanowiącym łup takich drapieżników jak eotytanozuch. Bardzo prawdopodobne jest też, że estemmenozuch żywił się zarówno pokarmem roślinnym, jak i zwierzęcym (podejrzewa się, że inne dinocefale, jak jonkeria i anteozaur też były wszystkożerne). Nie brak też głosów, że omawiany terapsyd był drapieżnikiem. Zwraca się uwagę, że mógł mocno zaciskać szczęki i przy pomocy przednich zębów odgryzać kawały mięsa.

## Kwestia stałocieplności
Według niektórych badaczy estmmenozuch mógł być zwierzęciem stałocieplnym. Możliwe jednak, że mógł utrzymywać ciepłotę swego ciała dzięki swym dużym rozmiarom, w związku z czym powierzchnia ciała była mała w stosunku do jego masy, co zapobiegało utracie ciepła przez skórę.

## Gatunki

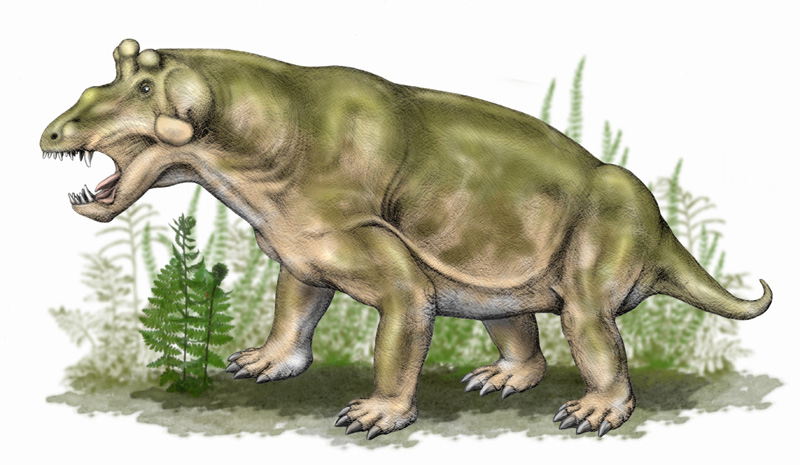
Estemmenosuchus uralensis

Piotr Czudinow wyróżnił dwa gatunki należące do rodzaju Estemmenosuchus: E. uralensis (1960) i E. mirabilis (1968).
- Estemenosuchus uralensis był większy. Jego czaszka była dłuższa w porównaniu z szerokością.
- Estemmenosuchus mirabilis był mniejszy. Miał mniejsze rogi, które były lepiej wyszczególnione i zwrócone bardziej na boki.

Istnieje jednak przypuszczenie, że powyższe cechy nie świadczą o odrębności gatunkowej, ale wskazują na dymorfizm płciowy. E. mirabilis byłby w tym przypadku samcem, a E. uralensis samicą zwierzęcia tego samego gatunku.